# Lepthyphantes eleonorae
Lepthyphantes eleonorae là một loài nhện trong họ Linyphiidae.
Loài này thuộc chi Lepthyphantes. Lepthyphantes eleonorae được Jörg Wunderlich miêu tả năm 1995.